# Wajdi Mouawad
Wajdi Mouawad (àrab: وجدي معوض, Wajdī Muʿawaḍ) (Dayr al-Kamar, Líban, 16 d'octubre del 1968) és un escriptor, actor i director de teatre de nacionalitat canadenca i d'origen libanès.

## Biografia
Va néixer al si d'una família cristiana maronita. El 1977 els seus pares fugiren del seu municipi natal cap a Beirut per anar després a París (França), per escapar de la Guerra Civil Libanesa que va tenir lloc entre 1975 i 1990. Cinc anys més tard, el 1983, es van establir al Quebec.
Es va diplomar el 1991 a l'Escola Nacional de Teatre del Canadà. Del 2000 al 2004, va dirigir el Teatre de Quat'Sous de Mont-real i el 2005 fundà les companyies de creació Au carré de l'hypoténuse, a França, i Abé carré cé carré, a Mont-real, amb Emmanuel Schwartz.
Assolí renom internacional després de l'èxit de la seva tetralogia Le sang des promesses (Forêts, Littoral, Incendies, Ciels), escrita i dirigida per ell.
El 2009, fou l'artista associat del Festival d'Avinyó occità, i rebé el Gran premi del teatre de l'Acadèmia francesa pel conjunt de la seva obra dramàtica. Del 2007 al 2012 fou director artístic del Teatre Francès al Centre National des Arts du Canada (Canada's National Arts Center) a Ottawa.
El 2012 publica la novel·la Anima, traduïda al català per Anna Casassas i Figueras i publicada com a Ànima per Edicions del Periscopi el 2014.

## Obres

### Com a escriptor

#### Obres de teatre
- Alphonse, Leméac, 1996
- Les mains d'Edwige au moment de la naissance, Leméac, 1999
- Littoral, coedició Leméac/Actes Sud-Papiers, 1999, 2009
- Pacamambo, Actes Sud-Papiers Junior, 2000
- Rêves, coedició Leméac/Actes Sud-Papiers, 2002
- Incendies, coedició Leméac/Actes Sud-Papiers, 2003, 2009
- Willy Protagoras enfermé dans les toilettes, Leméac, 2004
- Forêts, coedició Leméac/Actes Sud-Papiers, 2006
- Assoiffés, coedició Leméac/Actes Sud-Papiers, 2007
- Le soleil ni la mort ne peuvent se regarder en face, coedició Leméac/Actes Sud, 2008
- Seuls - Chemin, texte et peintures, Leméac/Actes Sud, 2008, ISBN  978-2-7427-7986-4
- Ciels, Actes Sud, 2009, ISBN  978-2-7427-8381-6, estrenada en català com a Cels
- Journée de noces chez les Cromagnons, coedició Leméac/Actes Sud-Papiers, 2011, ISBN  978-2-7427-9612-0
- Sœurs, coedició Leméac/Actes Sud-Papiers, 2015 ISBN  978-2-330-04701-6

##### Traduccions
- La sang de les promeses (traduïda al català per Cristina Genebat i Raimon Molins, pròleg d'Oriol Broggi i postfaci d'Anna Casassas, publicada per Edicions del Periscopi, 2017)

#### Obres radiofòniques
- Loin des chaises
- Wilfrid
- William M.
- Le Chevalier
- Dans la cathédrale
- Les trains hurlent quand on tue
- Les Etrangers du bord du monde

#### Novel·les
- Visage retrouvé, coedición Leméac / Actes Sud, 2002
- Un obus dans le cœur, Actes Sud Junior-Leméac, 2007
- Anima, Leméac / Actes Sud, 2012 (traduïda al català per Anna Casassas com a Ànima. Edicions del Periscopi)[3]

### Com a director d'escena
- 1992 — Al Malja i L'Exil de Naji Mouawad (germà de Wajdi Mouawad)
- 1992 — Macbeth de Shakespeare
- 1994 — Le Tour du monde de Joe Maquillon de Ghislain Bouchard
- 1995 — Tu ne violeras pas d'Edna Mazia
- 1995 — El Quixot de Miguel de Cervantes
- 1997 — Littoral
- 1998 — Willy Protagoras enfermé dans les toilettes
- 1998 — Trainspotting d'Irvine Welsh
- 1998 — Èdip rei de Sòfocles
- 1999 — Disco Pigs d'Enda Walsh
- 1999 — Les troianes d'Eurípides
- 1999 — Littoral, Festival d'Avinyó
- 2000 — Rêves
- 2000 — Ce n'est pas la manière dont on se l'imagine que Claude et Jacqueline se sont rencontrés, escrit en col·laboració amb Estelle Clareton
- 2000 — Lulu le chant souterrain de Frank Wedekind
- 2000 — Reading Hebron de Jason Sherman
- 2001 — El corder i la balena d'Ahmed Ghazali
- 2001 — Sis personatges en cerca d'autor de Luigi Pirandello
- 2001 — Manuscrit trouvé à Saragosse , òpera d'Alexis Nouss
- 2002 — Les tres germanes d'Anton Txékhov
- 2003 — Incendis
- 2005 — Ma mère chien de Louise Bombardier
- 2006 — Forêts
- 2007 — Incendies, en rus, Teatre Et Cetera Moscou
- 2008 — Seuls, Festival d'Avinyó
- 2009 — Littoral, Incendies, Forêts la trilogia, Festival d'Avinyó
- 2009 — Ciels, Festival d'Avinyó
- 2010 — Ciels, Odéon-Théâtre de l'Europe, Ateliers Berthier, París
- 2010 — Littoral, Incendies, Forêts la trilogia, Théâtre national de Chaillot
- 2010 — Seuls Festival d'Avinyó
- 2011 — Seuls Le Quartz
- 2011 — Temps Théâtre d'Aujourd'hui
- 2011 — Des femmes - Les Traquínies, Antígona, Electra, de Sòfocles
- 2013 — Des héros - Àiax, Èdip rei, de Sòfocles, Théâtre du Grand T, Nantes
- 2014 — Soeurs - Théâtre d'Aujourd'hui, Montréal

### Cinema
- 2004 — Littoral, realitzat per Wajdi Mouawad
- 2010 — Incendies, Denis Villeneuve. La pel·lícula competí per a l'Òscar a la millor pel·lícula estrangera als Premis Oscar 2011.

## Premis i reconeixements
- 1998 — Premi a la millor producció teatral de Mont-real atorgat per l'Associació Quebequesa dels Crítics de Teatre per Willy Protagoras enfermé dans les toilettes
- 2000 — Premi Literari del Governador general del Canadà, en la categoria de teatre, per Littoral
- 2002 — Cavaller de l'Orde de les Arts i les Lletres de França
- 2004 — Premi Jacqueline-Déry-Mochon, Canadà
- 2004 — Premi SACD de la francofonia pel conjunt de la seva obra
- 2005 — Premi Molière al millor autor francòfon, que rebutja per negar-se a competir contra altres dramaturgs però que dedica a tots els dramaturgs que envien obres a teatres on ningú les llegeix.[4]
- 2009 — Oficial de l'Orde del Canadà
- 2014 — Premi Llibreter de Narrativa en la categoria d'Altres literatures atorgat pel Gremi de Llibreters de Catalunya per Ànima